# معزوب الهاجس

تعديل مصدري - تعديل

معزوب الهاجس هي إحدى قرى عزلة جعار بمديرية خنفر التابعة لمحافظة أبين، بلغ تعداد سكانها 112 نسمة حسب تعداد اليمن لعام 2004.